# Comité Durbar Mahila Samanwaya
El Comité Durbar Mahila Samanwaya (en bengalí: দুর্বার মহিলা সমন্বয় Durbar Mohila Shômonbôe Shomiti "Comité de Síntesis de Mujeres Imparables") o Durbar, es un colectivo de 65 000 trabajadoras sexuales de Bengala Occidental, en la India. Establecido el 15 de febrero de 1992, en Sonagachi, el mayor barrio rojo de Calcuta, capital de Bengala Occidental (teniendo solo este barrio un estimado de 11 000 trabajadoras sexuales), Durbar ha estado trabajando por los derechos de la mujer y en defensa de los derechos de las trabajadoras sexuales, en contra de la trata de personas y a favor de la prevención contra el VIH/sida. Durbar afirma que sus objetivos son desafiar y alterar las barreras que forman la realidad cotidiana de la vida de las trabajadoras sexuales en relación con su pobreza o su ostracismo. Dirige 51 clínicas gratuitas para trabajadoras sexuales en toda Bengala Occidental, con el apoyo de organizaciones como la Fundación Ford y la Organización Nacional de Control del SIDA (NACO), que también ayudan a Durbar en iniciativas como la creación de redes de contactos, la protección de derechos y la creación de modos de vida alternativos para las trabajadoras sexuales.
El grupo es abiertamente político en sus objetivos de luchar por el reconocimiento de la prostitución como trabajo legal y, de las trabajadoras sexuales como trabajadoras y, por una existencia social segura de las trabajadoras sexuales y sus hijos. Trabajan para la legalización de la prostitución y buscan reformar las leyes que restringen los derechos humanos del sexo.

## Acciones y actividades

### Lucha contra la esclavitud sexual y la prostitución de menores
Desde 1997, el CDMS tiene un cuerpo de vigilancia de la comunidad dedicado a la lucha contra la prostitución de menores y la esclavitud sexual, como Self-Regulatory Boards (Oficinas de autorregulación) o SRB. Para 2011 había 33 SRB: ocho en Calcuta y veinticinco en el resto de Bengala Occidental. Cada uno de ellos está compuesto por diez miembros: seis trabajadoras sexuales, un representante electo local y un especialista de las áreas de salud, de trabajo social y de sindicatos de trabajadores.
En lugares de prostitución donde Durbar está activo, los recién llegados son vistos rápidamente por miembros de Durbar y llevados a clínicas donde son atendidos por un médico. Después de unas horas, se organiza una reunión con la JUR para garantizar que la recién llegada sea mayor de edad y para verificar que ejerza la prostitución por su propia decisión. En los casos en disputa, más controles se pueden hacer, hasta la prueba de la edad ósea de rayos X para asegurarse de que la mayor parte de una persona.
Durbar se ocupa de los menores, así como de los mayores obligados a prostituirse, que se ocupa de llevarlos de regreso a sus hogares con toda discreción y confidencialidad, o, cuando esto no sea posible (por maltrato, por ejemplo), negociar con las autoridades una colocación en un lugar de recepción. Las situaciones se gestionan caso por caso y las JUR pueden colaborar con la policía, los trabajadores sociales y diversas ONG para tratar los casos más difíciles o las personas más aisladas. Los mayores que convencen a los miembros de la JUR de que otros no los obligan reciben asistencia y asesoramiento antes de comenzar su actividad. En todos los casos, las personas se benefician del monitoreo regular por parte de un miembro de la JUR durante tres meses.
Entre 2009 y 2011, las oficinas de Durbar escucharon que 2 195 mujeres y niñas ingresaban a la prostitución, incluidas 170 menores (7.7%) y 45 adultos que se prostituían contra su voluntad (2.1%). Todos fueron llevados a casa o colocados. Al otro 90,2% se le ofreció asesoramiento sobre salud sexual y la oportunidad de unirse a varios programas comunitarios. De 2007 a 2009, la JUR contó 259 casos de menores o víctimas de coerción retirados exitosamente de la prostitución, en comparación con 90 para el conjunto de los servicios de policía de Bengala Occidental. Durante estos años, la proporción de menores en los distritos de luz roja de Sonagachiha disminuido de manera constante y continua: pasó del 25% en 1992 al 2.15% en 2008. Al mismo tiempo, la edad promedio de las trabajadoras sexuales aumenta de 22 a 28 años.
El Dr. Jana explica este éxito por varios factores: el apoyo de la comunidad, la diferenciación entre la prostitución voluntaria y la esclavitud sexual, y el respeto a la confidencialidad de cada caso, lo que hace posible facilitar la reintegración de menores y adultos que desean hacerlo en sus familias y sus comunidades.

## Críticas
Debido a su posicionamiento político, el modelo de Durbar es criticado por activistas abolicionistas, como la periodista y activista Ruchira Gupta, quien cree que el modelo de Durbar está "distorsionado" y que "en realidad aliena a las chicas y protege a la industria del sexo, la cual no ayuda a las mujeres”.
Además, Durbar ha sido criticado muy violentamente por abolicionistas y conservadores occidentales, especialmente estadounidenses, tras el apoyo financiero proporcionado al Comité por la Fundación Gates. Sus críticas se centran en los resultados de la acción de la ONG, presentada como "catastrófica" en términos de prevención del VIH y la trata de personas, pero también en la propia DNSC, que sería el aliado objetivo de los proxenetas, ya sea directamente compuestos o controlados por proxenetas, al servicio de la “industria del sexo” y participando activamente en la explotación, la trata y la prostitución infantil.
Así, la periodista y feminista estadounidense Gloria Steinem, alegando conservar su información Ruchira Gupta, afirma que “la idea que los sindicatos [prostitutas] han hecho es aumentar la capacidad de la industria del sexo para atraer millones de dólares de la Fundación Gates para condones distribución, ya que los clientes a menudo pagan más por tener relaciones sexuales sin condón, y esto ha creado una nueva e importante fuente de ingresos para los cuidadores de lupanar, proxenetas y traficantes que se llaman a sí mismos educadores de pares". El cineasta de documentales Nicholas Kristof, citando también a Ruchira Gupta como fuente, afirma que "Shoganachies tan grande como siempre y parece estar experimentando tanta trata y más VIH que nunca”. La psicóloga abolicionista y activista estadounidense Melissa Farley, afirma que "detrás de las mujeres que se prostituyen en los distritos de luz roja de Kolkata y lejos de la vista del público, hay delincuentes organizados que trafican con mujeres para prostituirlas, dominan el DMSC y controlar el dinero”.
El think tank católico estadounidense C-FAM, más conocido por su lucha contra el derecho al aborto, afirma en 2005 haber tomado la posición de un documento "de una agencia federal", afirmando que "muchos miembros del DMCS son viejos ex prostitutas que han pagado sus deudas con traficantes y encargados de burdelesy son incapaces de atraer nuevos clientes. Estos miembros se convierten ellos mismos en proxenetas o corredores y dependen de los ingresos generados por los niños recién incorporados al sistema de burdeles. El DMSC distribuye sus ganancias a los miembros mayores basándose en el dinero generado por las prostitutas menores de edad indias rentables [...] Algunos de ellos no tienen más de diez años".